# Halálos árnyék (regény)
A Halálos árnyék (The Dark Half) Stephen King amerikai író 1989-ben megjelent regénye. Hasonlóan Dolores című írásához – valójában horror-elemekkel átszőtt bűnügyi regény. 1993-ban jelent meg a mű filmváltozata, amelyet George A. Romero rendezett. Magyar nyelvre eredetileg Bihari György fordította le, ám ez a fordítás soha nem látott napvilágot, végül Szántó Judit fordításában jelent meg a regény az Európa Könyvkiadónál, 1993-ban.

## Cselekmény
A történet főhőse, Thad Beaumont maga is sikeres író, elsősorban George Komor (az eredetiben George Stark) álnéven. Kisgyerekként különös eredetű agydaganattal műtötték, de azóta gond nélkül éli teljesen hétköznapi életét feleségével és gyermekeivel, Wendy-vel és Williammel, egészen addig, míg úgy döntenek, hogy megszabadulnak Thad alteregójától, aki mindig is zavaró körülményt jelentett közös életükben: George Komor ugyanis például csakis éjjelente tudott dolgozni.
Így aztán jól megrendezett ceremónia keretében elföldelik Thad álnevét, de kiderül, hogy George nem akar meghalni. Hús-vér emberré változik, és bosszút áll mindazokon, akiknek valami köze volt álnév-életéhez – vagy halálához. Sajnálatos módon ujjlenyomatai pontosan egyeznek Thad lenyomataival, így aztán minden gyanú őrá terelődik.
Végül aztán George kapcsolatba lép Thaddel és családjával, mert továbbra is élni akar: egyetlen esélye a túlélésre pedig az, hogyha részese lehet Thad következő regényének.

## Keletkezése
A történetet egyrészt egyértelműen King saját „kettős élete” ihlette, hiszen maga is írt írói álnéven (Richard Bachman) regényeket. Másrészt mély inspirációt jelentett számára David Lynch Kék bársony (Blue Velvet – 1986) című filmje, amire maga az író is egyértelmű utalást tesz főhőse családnevének a filmbéli főhőstől való kölcsönzésével. Lynch filmjéből – a misztikus és horrorisztikus atmoszférán túl – számos elemet vesz át (pl. George Komor figurája egyértelműen a filmbéli Frank), illetve más elemeket átértelmez, továbbgondol (pl. a madarak). Hovatovább érezhetően úgy tekint a filmre, mint egyfajta sajátos sötét horror-mitológia egy epizódjára, ami mellett az ő története ugyanannak a mitológiának egy másik epizódja, más művei pedig újabb epizódok, amiket vagy egy-egy szereplő személye, vagy a helyszín kapcsol egymáshoz.

## Feldolgozások
A regényt először DOS-os point and click videójáték formájában adaptálták és jelentették meg 1992-ben. A regény filmváltozatát 1993-ban mutatták be. A filmet George A. Romero rendezte a főszerepekben: Timothy Hutton, Amy Madigan és Michael Rooker volt látható.

## Magyarul
- Halálos árnyék; ford. Szántó Péter; Európa, Bp., 1993